# Бли
Бли (фр. Blyes) — коммуна во Франции, находится в регионе Рона — Альпы. Департамент — Эн. Входит в состав кантона Ланьё. Округ коммуны — Белле.
Код INSEE коммуны — 01047.

## География
Коммуна расположена приблизительно в 400 км к юго-востоку от Парижа, в 33 км восточнее Лиона, в 40 км к югу от Бурк-ан-Бреса.

## Климат
Климат полуконтинентальный с холодной зимой и тёплым летом. Дожди бывают нечасто, в основном летом.

## Население
Население коммуны на 2010 год составляло 886 человек.
| 1962 | 1968 | 1975 | 1982 | 1990 | 1999 | 2010 |
| ---- | ---- | ---- | ---- | ---- | ---- | ---- |
| 108  | 147  | 228  | 359  | 535  | 691  | 886  |

## Администрация
| Период | Период | Фамилия            | Партия        | Примечания |
| ------ | ------ | ------------------ | ------------- | ---------- |
| 1953   | 1966   | Луи Беллатон       |               |            |
| 1966   | 1989   | Жан-Эмиль Равассо  |               |            |
| 1989   | 1995   | Андре Байи         |               |            |
| 1995   | 2008   | Жан-Филипп Равассо | Разные правые |            |
| 2008   | 2014   | Рене Дюссер        |               |            |

## Экономика
В 2010 году среди 573 человек трудоспособного возраста (15—64 лет) 456 были экономически активными, 117 — неактивными (показатель активности — 79,6 %, в 1999 году было 72,1 %). Из 456 активных жителей работали 431 человек (234 мужчины и 197 женщин), безработных было 25 (9 мужчин и 16 женщин). Среди 117 неактивных 55 человек были учениками или студентами, 40 — пенсионерами, 22 были неактивными по другим причинам.

## Фотогалерея
- Церковь
- Церковь
- Военный мемориал
- Мэрия
- Карта коммуны